# Wildon
El municipio de Wildon se encuentra ubicado en el Distrito de Leibnitz, en Estiria.

## Historia
La ciudad de Wildon data de aproximadamente el año 4000 a. C., con los asentamientos de los primeros pueblos en el Neolítico gracias a su posición estratégica entre río Kainach y el río Mura, por ello es que en ese lugar se construiría el «Schlossberg Wildon» (Castillo de Wildon). En la Edad de Bronce tardía se enterraron en la región urnas durante los entierros, por cremaciones, que fueron descubiertas en 2004 y en mayo a junio de 2007, en total se contabilizaron unas 220 tumbas.
La ciudad-mercado es mencionada por primera vez en el año 1219, posiblemente estuvo ubicado en el Castillo de Wildon, y la parroquia es mencionada en 1252. En la Batalla de Kroissenbrunn contra los húngaros, del año 1260, Ulrich von Wildon portó la bandera de Estiria. El escudo de armas de la ciudad data de 1544.
Los incendios locales se produjeron en los años 1461, 1624, 1727 y 1804. La peste fue una enfermedad recurrente en los años 583, 1586, 1633 y 1634. En los años 1796 y 1809 fue ocupada por tropas francesas.

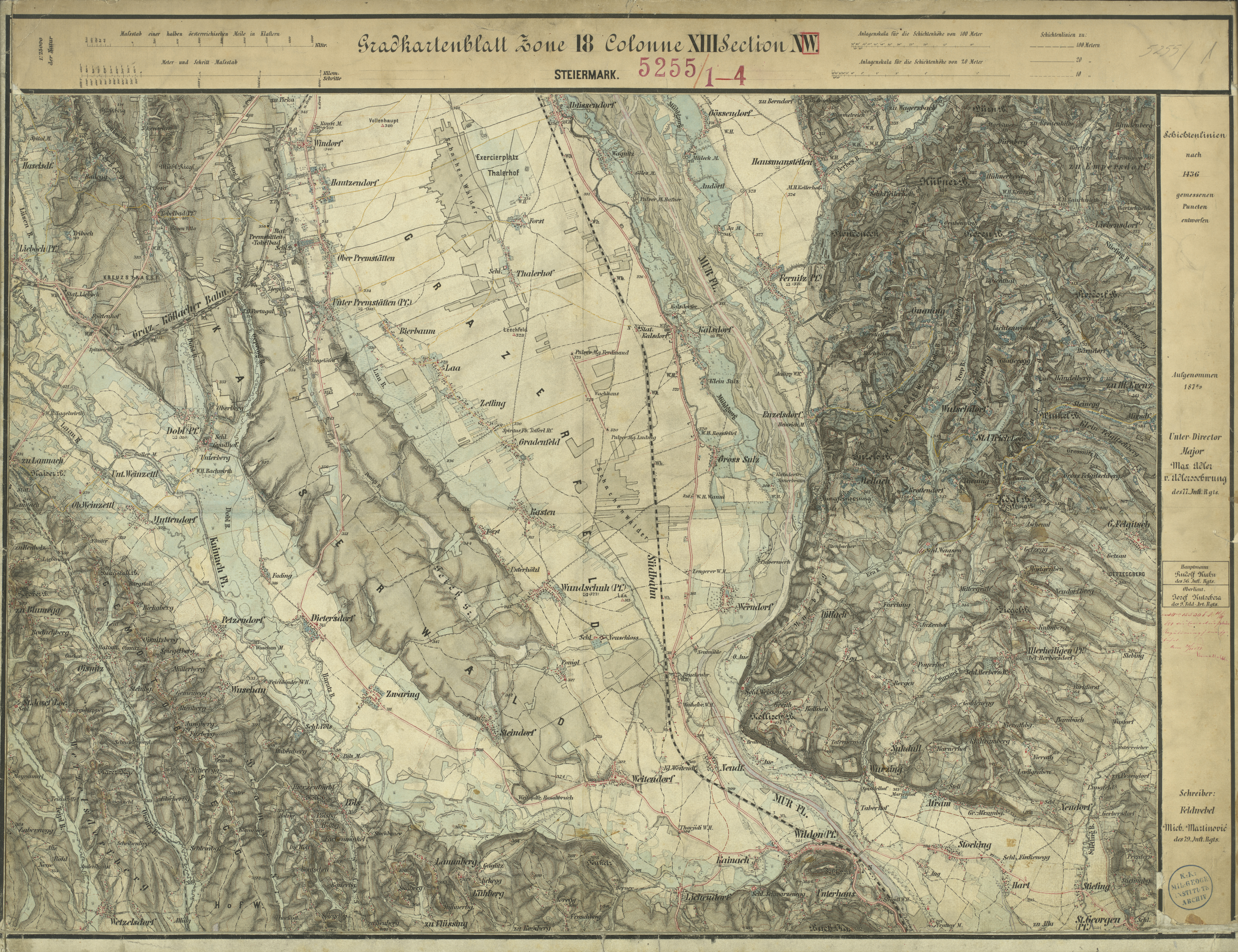
Wildon en el año 1879.

En 1850 Wildon se estableció como municipio independiente.

## Geografía
Topográficamente el terreno de Wildon se encuentra en el río Kainach, en la boca del río Mura, entre el lago y las montañas de Schlossberg, Bockberg y Buchkogel. Ubicado a unos 314 metros sobre el nivel del mar y 296 metros sobre la altura del río Mura.
El lago Wildon tiene una superficie total de 4,8 hectáreas de tierra y 4,5 hectáreas de agua, se encuentra ubicado en el centro histórico del municipio. Desde el lugar se puede apreciar la iglesia de Wildon y el castillo, previo al pago de una entrada.

## Economía
Wildon es un importante centro transportista debido a su ubicación entre el río Kainach y el río Mura, teniendo varios puentes. Además, se encuentra ubicado entre las principales arterias del ferrocarril, de las calles y el aeropuerto cercano. La economía es dominada por las pequeñas y medianas empresas. Además la región es rica en basalto, que emergió a la superficie (unos 10 metros) hace aproximadamente 15 millones de años atrás, debido a las fisuras en la tierra, el magma y los terremotos.
Generalmente, sus ciudadanos se han dedicado a ser agricultores, pero han existido tradicionalmente otros oficios anexos como zapateros, sastres, carpinteros, curtidores, carniceros o propietarios de restaurantes. Actualmente sólo existen un puñado de granjas.
En 1974, debido a bloqueos de calles y manifestaciones locales, se acelera la construcción de un desvío alternativo con salida a la autopista A9, con lo que aumentaría el tráfico local. Como consecuencia, se construirían centros de negocios internacionales con cercanías a la autopista y al aeropuerto.
En cuanto al turismo, en 2010 se estimaban unas 3900 turistas con una permanencia de 7500 noches para el total.

## Cultura

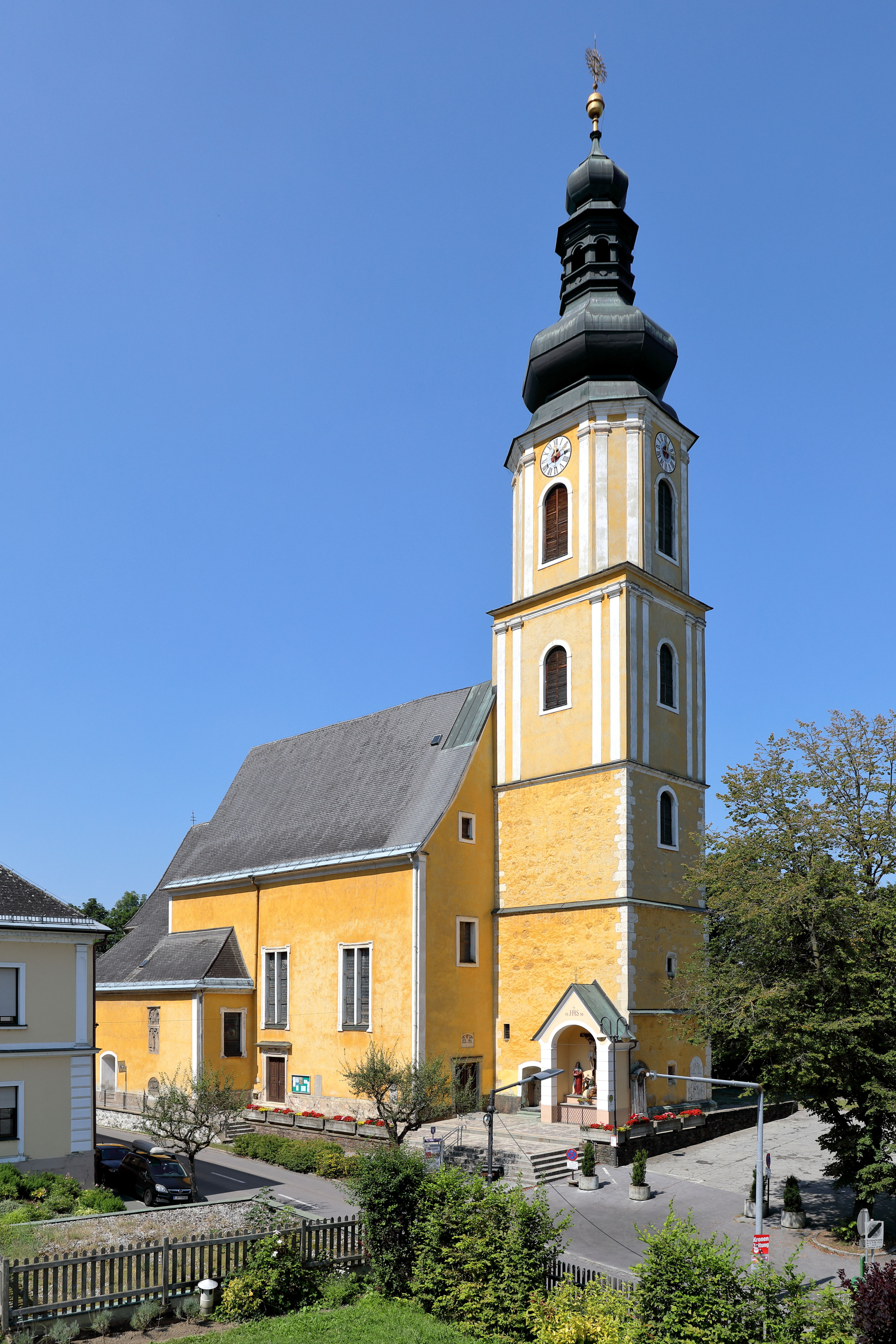
Iglesia de Santa María Magdalena de Wildon.

La parroquia de Wildon posiblemente date del siglo XII, ya que en 1195 existe un documento que menciona al pastor "Heinrich von Wildon". Anteriormente, la región pertenecía a la parroquia de Hengsberg. Originariamente, Wildon perteneció a la arquidiósesis de Salzburgo, pero una vez establecida la arquidiósesis de Seckau se trasladó a ésta.
La actual nave de la iglesia y el presbiterio se construyeron entre 1672 y 1676, obra de un albañil de Graz, Francis Isidor Carleone, realizadas en estilo barroco. Serían consagradas en el año 1676. El retablo mayor dedicado a María Magdalena es trabajo de Hans Adam Weissenkircher. En el lado este posee una torre de 66,36 metros de altitud.

### Educación
Actualmente en Wildon existen 4 escuelas públicas y un jardín de infantes.
Los primeros documentos de escuelas en Wildon datan del siglo XVI, era una escuela parroquial que en 1869 se fusionó con el Estado. Al mismo tiempo, un ciudadano donó al municipio una escuela de niñas, que cien años más tarde se convertiría en una escuela regular. En 1961 comenzó a funcionar el primer colegio secundario y entre 1976 a 1980 se construyó la Escuela de Música de Wildon.